# Awa-Cuaiquer jezik
Awa-Cuaiquer jezik (ISO 639-3: kwi), jezik Awa Indijanaca kojim govori oko 20 000 ljudi (1986 SIL) na pacifičkim obroncima Anda u Kolumbiji i oko 2 000 u Ekvadoru (2007). 
Pripada barbacoanskoj porodici jezika, i jedan je od dva pasto jezika. Pripadnici etničke grupe sebe nazivaju Awa ili Înkal Awa.

## Vanjske poveznice
- Ethnologue (14th)
- Ethnologue (15th)